# Hans Dormbach
Hans Dormbach (4 de junho de 1908, data de morte desconhecida) foi um ciclista de pista alemão. Competiu pela Alemanha nos Jogos Olímpicos de Amsterdã 1928 onde terminou em quinto na perseguição por equipes.